# Smile (album de Katy Perry)
 (janvier 2021).
Si vous disposez d'ouvrages ou d'articles de référence ou si vous connaissez des sites web de qualité traitant du thème abordé ici, merci de compléter l'article en donnant les références utiles à sa vérifiabilité et en les liant à la section « Notes et références ».
Pour les articles homonymes, voir Smile.
Albums de Katy Perry
Witness
(2017) 143
(2024)
Singles
1. Daisies
Sortie : 15 mai 2020
2. Smile
Sortie : 10 juillet 2020
3. Not the End of the World
Sortie : 18 décembre 2020

Smile est le sixième album studio de la chanteuse américaine Katy Perry, sorti le 28 août 2020.
Publié par Capitol Records, il paraît trois ans après son prédécesseur Witness (2017). Pour cet album, Katy Perry a travaillé avec une multitude de producteurs comme Josh Abraham, Carolina Liar ou Zedd. 
Avant sa sortie, la chanteuse a décrit Smile comme son « voyage vers la lumière, avec des histoires de résilience, d'espoir et d'amour ». L'album est dominé par un style pop et se caractérise par ses thèmes d'entraide et d'autonomisation en se voulant être un album thérapie pour la chanteuse.

## Singles
Deux singles ont précédé l'album en 2020 : Daisies, sorti le 15 mai 2020 qui a culminé à la 40e place du Billboard Hot 100. Il est suivi par Smile, dévoilé le 10 juillet 2020.
L'album contient également dans son édition standard les singles sortis indépendamment en 2019 : Never Really Over qui deviendra le lead single de l'album et Harleys in Hawaii, tandis que les éditions japonaise et limitée (la fan edition) incluent les singles Small Talk et Never Worn White.

## Concept
Smile a été conçu et écrit après une période de dépression subie par Katy Perry en raison des nombreuses critiques publiques à son encontre et des médias acharnés contre elle à la suite de la très mauvaise réception de son album Witness, cela couplé avec sa rupture avec son petit ami de l'époque et fiancé actuel Orlando Bloom. En mars 2018, Ian Kirkpatrick avait annoncé qu'il avait travaillé avec Perry sur de la nouvelle musique annonçant alors officiellement le retour de la chanteuse pour un nouvel album. Dans une interview avec The Fader, il avait déclaré : « Nous avons travaillé quelques jours et elle est incroyable. » Il a ajouté « Katy Perry est quelqu'un avec qui j'ai voulu travailler toute ma vie, et elle était littéralement la personne la plus normale, sans ego. »
Katy a expliqué que Smile consiste à « trouver la lumière au bout du tunnel » et à reprendre son sourire. A ses yeux, l'album vient d'un moment difficile où elle était tombée après que sa carrière et sa relation avec Orlando Bloom aient atteint un point bas.  

## Liste des titres
| No  | Titre                    | Auteur | Durée |
| --- | ------------------------ | --- | ----- |
| 1.  | Never Really Over        | Katy Perry, Dagny Sandvik, Michelle Buzz, Jason Gill, Hayley Warner, Anton Zaslavski, Leah Cooney, Daniel James |       |
| 2.  | Cry About It Later       | Katy Perry, Alexandra Yatchenko, Jonnali Parmenius, Oscar Holter                                                |       |
| 3.  | Teary Eyes               | Katy Perry, Michael Pollack, Madison Love, Andrew Goldstein                                                     |       |
| 4.  | Daisies                  | Katy Perry, Jonathan Bellion, Jordan K. Johnson, Stefan Johnson                                                 |       |
| 5.  | Resilient                | Katy Perry, Ferras Alqaisi, Mikkel S. Eriksen, Tor Erik Hermansen,                                              |       |
| 6.  | Not the End of the World | Katy Perry, Michael Pollack, Madison Love                                                                       |       |
| 7.  | Smile                    | Katy Perry, Brittany Hazzard, Oliver "Oligee" Goldstein, Josh Abraham                                           |       |
| 8.  | Champagne Problems       | Katy Perry, John Ryan, Johan Carlsson, Ian Kirkpatrick                                                          |       |
| 9.  | Tucked                   | Katy Perry, Ferras Alqaisi, John Ryan, Johan Carlsson                                                           |       |
| 10. | Harleys In Hawaii        | Katy Perry, Charlie Puth, Johan Carlsson                                                                        |       |
| 11. | Only Love                | Katy Perry, Sophie Cooke, Johan Carlsson                                                                        |       |
| 12. | What Makes A Woman       | Katy Perry, Sarah Hudson, Johan Carlsson                                                                        |       |

| 13. | Small Talk                     |  |
| 14. | Never Worn White               |  |
| 15. | Daisies (Acoustic)             |  |
| 16. | Daisies (Oliver Heldens Remix) |  |

## Tournée
Durant un live Amazon pour promouvoir la collection de chaussures de Katy Perry, la chanteuse a répondu à une question en déclarant qu'elle ferait bientôt le tour du monde pour promouvoir son album : « Vous me manquez tous. Je devrais être en tournée et je pense que je vais vous voir très bientôt les gars » en ajoutant qu'elle sera très heureuse d'annoncer des shows dans un avenir très proche. Finalement, la tournée ne sera jamais annoncée, annulée à cause de la crise sanitaire (Covid-19). Elle ne remontera sur scène qu’en fin d’année 2021 avec sa résidence Play à Las Vegas.

## Accueil critique et commercial
À sa sortie, Smile a reçu des critiques mitigées de la part de critiques musicaux, favorables à la maturation de l'image de Perry et à son retour aux côtés  pop de ses débuts, mais critiquant la production et le lyrisme.
Sur le palmarès Billboard 200, Smile a fait ses débuts au numéro 5 avec 50 000 unités, marquant le cinquième album de Perry dans le top 10 aux États-Unis. L'album a atteint le top cinq en Australie, au Canada, en Nouvelle-Zélande, au Portugal, en Écosse, en Espagne, au Royaume-Uni, le top 10 en Autriche, en Irlande et en Italie, et le top 20 en Finlande, France, Allemagne et aux Pays-Bas. 

## Contexte et sortie
Smile a été conçu après une période de dépression de Katy Perry, de critiques publiques, de rupture avec son petit ami de l'époque et son fiancé Orlando Bloom et sa grossesse. En mars 2018, Ian Kirkpatrick a annoncé qu'il avait travaillé avec Perry sur de la nouvelle musique.
En mars 2020, Katy Perry a annoncé ses intentions de publier beaucoup de nouvelles musiques pendant l'été 2020. En mai, elle a annoncé Daisies comme le premier single de l'album. Dans une interview de juin 2020 avec Billboard, Perry a discuté d'une nouvelle chanson, intitulée Teary Eyes. Elle a confirmé plus tard le mois suivant que Never Really Over sera sur l'album. 
L'album sera également publié comme un vinyle, avec un disque, une cassette, et un CD en édition limitée deluxe, avec une couverture lenticulaire, et intitulé Fan édition, étant ce dernier disponible en précommande alors sur les boutiques en ligne officielles de Katy Perry et d'Universal Music Czech Republic. Le 27 juillet 2020, elle a annoncé que la date de sortie de l'album avait été repoussée au 28 août en raison de « retards de production inévitables ».

## Classements hebdomadaires
| Classement (2020)                  | Meilleure place |
| ---------------------------------- | --------------- |
| Allemagne (Media Control AG)       | 14              |
| Australie (ARIA)                   | 2               |
| Autriche (Ö3 Austria Top 40)       | 8               |
| Belgique (Flandre Ultratop)        | 7               |
| Belgique (Wallonie Ultratop)       | 5               |
| Canada (Canadian Albums)           | 5               |
| Écosse (OCC)                       | 3               |
| États-Unis (Billboard 200)         | 5               |
| Finlande (Suomen virallinen lista) | 18              |
| France (SNEP)                      | 17              |
| Irlande (OCC)                      | 9               |
| Italie (FIMI)                      | 10              |
| Nouvelle-Zélande (RIANZ)           | 4               |
| Norvège (VG-lista)                 | 25              |
| Pays-Bas (Mega Album Top 100)      | 13              |
| Portugal (AFP)                     | 3               |
| Royaume-Uni (UK Albums Chart)      | 5               |
| Suède (Sverigetopplistan)          | 58              |
| Suisse (Schweizer Hitparade)       | 8               |

## Certifications et ventes
| Pays                  | Certification | Ventes  |
| --------------------- | ------------- | ------- |
| États-Unis (RIAA)     | Or            | 500 000 |
| Norvège (IFPI Norway) | Or            | 10 000  |